# Marija Alexejewna Lwowa-Belowa

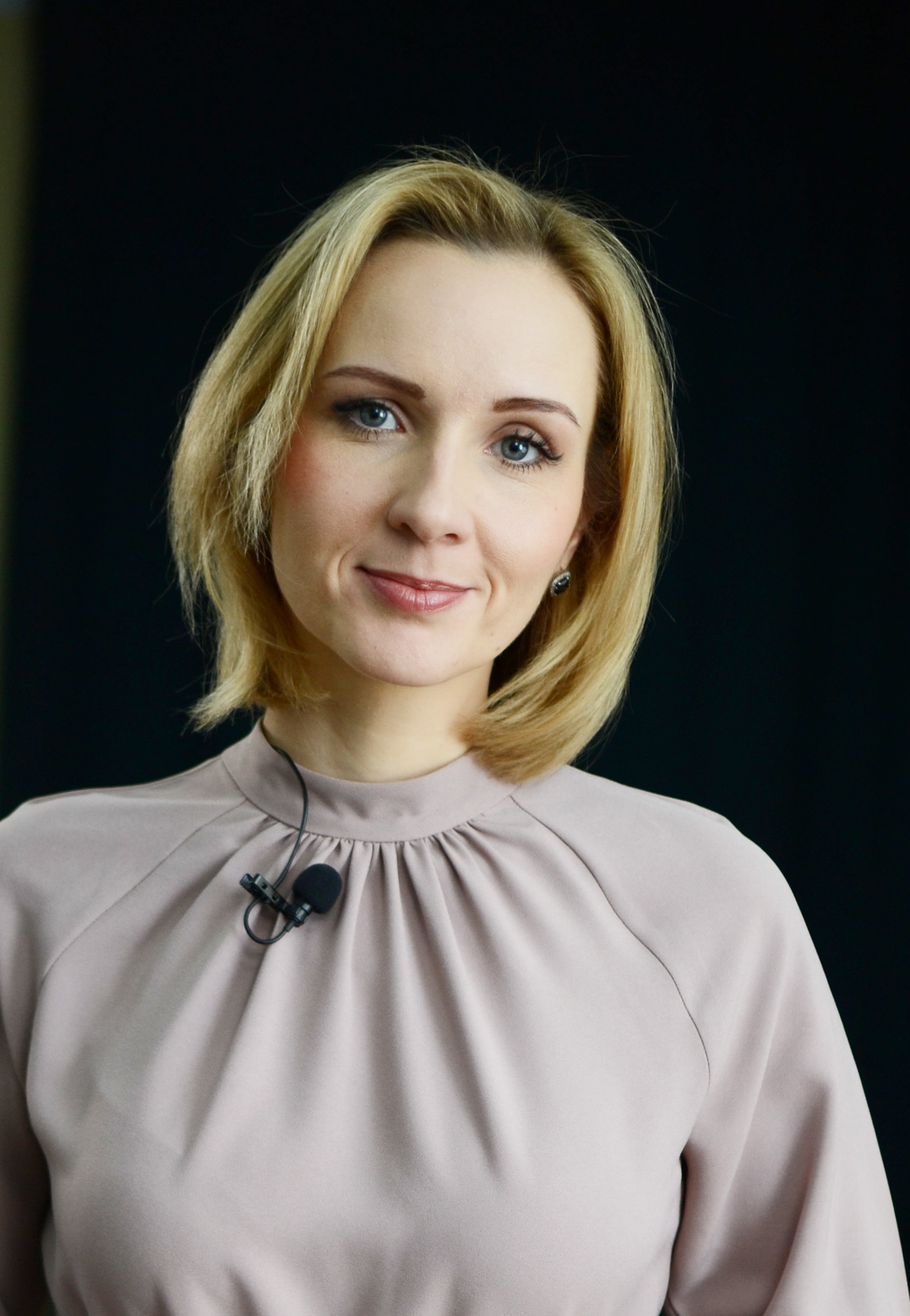
Marija Lwowa-Belowa (2020)

Marija Alexejewna Lwowa-Belowa (russisch Мария Алексеевна Львова-Белова; * 25. Oktober 1984 in Pensa, Russische SFSR, Sowjetunion) ist eine russische Politikerin, die derzeit das Amt der Präsidialkommissarin für Kinderrechte in der Russischen Föderation bekleidet. Gegen sie besteht ein Haftbefehl des Internationalen Strafgerichtshofs wegen mutmaßlicher Kriegsverbrechen in der Ukraine.

## Leben
Marija Lwowa-Belowa ist in Pensa geboren und aufgewachsen und absolvierte im Jahr 2002 die A. A. Archangelski Hochschule für Kultur und Kunst als Dirigentin. Von 2000 bis 2005 arbeitete sie als Gitarrenlehrerin an Kindermusikschulen in Pensa. Lwowa-Belowa ist Mitbegründerin und Leiterin der regionalen öffentlichen Organisation Blagowest, die sich für die soziale Anpassung von Kindern einsetzt. Sie war von 2011 bis 2014 und erneut von 2017 bis 2019 Mitglied der Gesellschaftlichen Kammer der Oblast Pensa sowie von 2017 bis 2019 Mitglied der Gesellschaftlichen Kammer der Russischen Föderation. Im Jahr 2019 wurde sie zur Co-Vorsitzenden des Regionalhauptquartiers der Gesamtrussischen Volksfront ernannt.
Im November 2019 trat Lwowa-Belowa der Partei Einiges Russland bei und wurde am 24. November desselben Jahres in das Präsidium des Generalrats der Partei gewählt. Im September 2020 wurde sie vom Gouverneur des Oblasts Pensa, Iwan Beloserzew, zum Mitglied des Föderationsrats Russlands aus der Exekutive der Oblast Pensa ernannt. Nach den vorgezogenen Wahlen im Jahr 2021 wurde sie erneut ernannt.
Einen Monat nachdem die vorherige Kommissarin Anna Kusnezowa aus dem Amt ausgeschieden war, wurde Lwowa-Belowa am 27. Oktober 2021 vom russischen Präsidenten Wladimir Putin zur Bundeskommissarin für Kinderrechte ernannt.

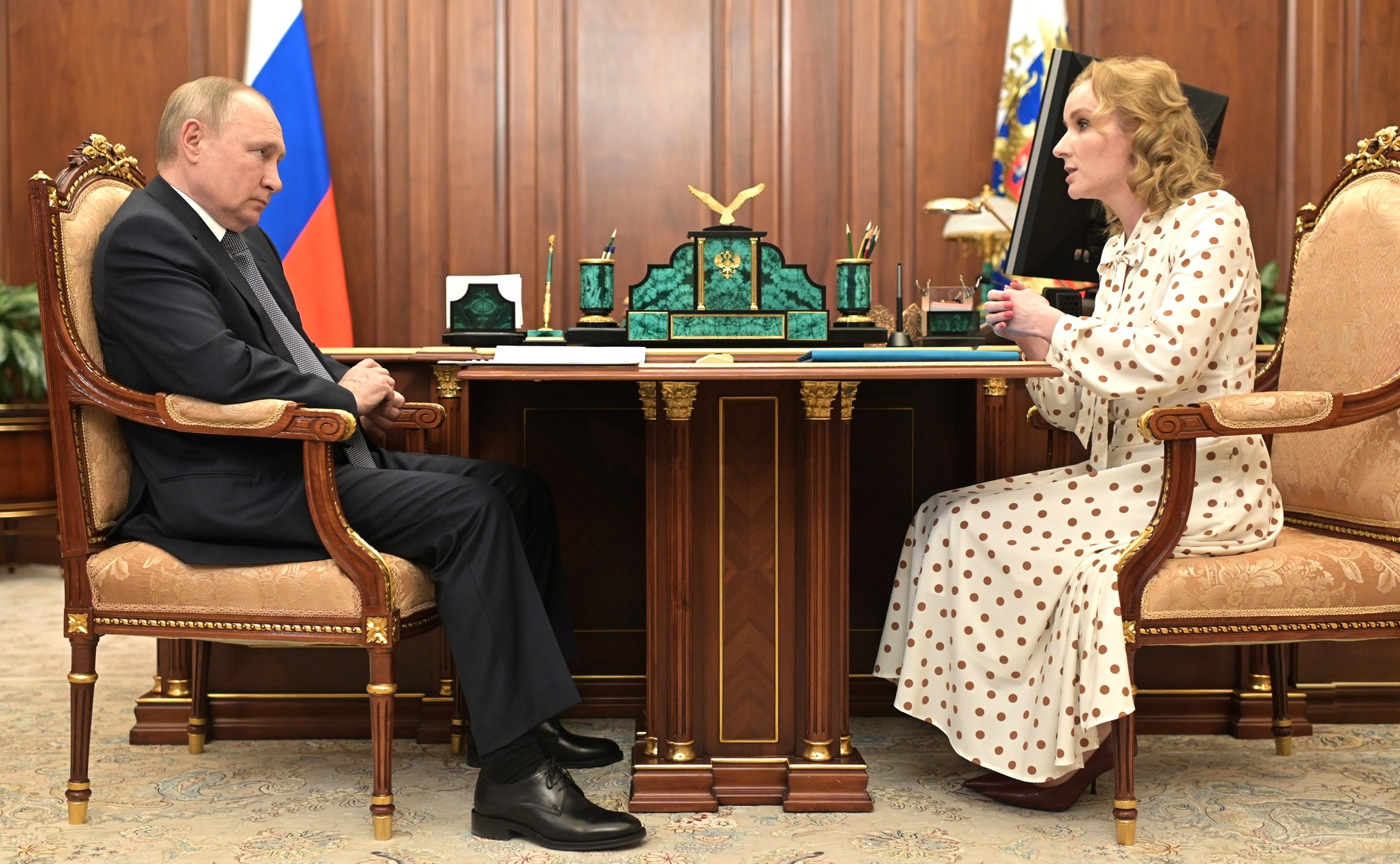
Treffen mit Wladimir Putin (März 2022)

### Ermittlungen wegen mutmaßlicher Kriegsverbrechen
Lwowa-Belowa wurde von ukrainischen und britischen Beamten beschuldigt, während der russischen Invasion der Ukraine 2022 gewaltsame Abschiebungen und Adoptionen von Kindern aus der Ukraine durchgeführt zu haben. Die EU und Japan haben sie daraufhin im Juli 2022 bzw. Januar 2023 sanktioniert. Am 17. März 2023 erließ der Internationale Strafgerichtshof einen Haftbefehl gegen Lwowa-Belowa, da sie „[…] für das Kriegsverbrechen der rechtswidrigen Deportation der Bevölkerung [Kinder] und des rechtswidrigen Transfers der Bevölkerung [Kinder] aus den besetzten Gebieten der Ukraine in die Russische Föderation verantwortlich sein“ soll. Ebenfalls wurde ein Haftbefehl gegen Präsident Putin ausgestellt.

### Privatleben
Lwowa-Belowa war seit 2003 mit Pawel Kogelman verheiratet, der früher als Programmierer tätig war und heute Priester in der Russischen orthodoxen Kirche ist. Zusammen haben sie fünf leibliche Kinder, die in den Jahren 2005, 2007, 2010, 2014 und 2018 geboren wurden, sowie vier adoptierte und sind Vormund für weitere acht Kinder. Laut einem Zeitungsbericht von März 2023 sind es fünf Adoptivkinder und ein Dutzend unter Vormundschaft.
Im Februar 2023 sorgte sie für Kontroversen, als sie bekannt gab, dass sie einen 15-jährigen Jungen aus Mariupol adoptiert hatte, was im Zusammenhang mit der erzwungenen Deportation von Kindern aus den von Russland besetzten Gebieten der Ostukraine stand.
Seit 2023 ist sie liiert mit Konstantin Malofejew. Die Webseite Verstka meldete im Juli 2024, Lwowa-Belowa habe ihren Mann verlassen.  Im September 2024 heiratete sie Malofejew.